# Нікітенко Святослав Олексійович
Нікітéнко Святослáв Олексíйович 15 квітня 1960 р. — український художник-різьбяр з каменю.

## Біографія
Народився 15 квітня 1960 р. у м. Ростов-на-Дону (РРФСР).
У 1982 р. закінчив Дніпропетровський інженерно-будівельний інститут, архітектурний факультет.
Після завершення інституту працював за спеціальністю.
На початку 1980-х захопився мініатюрним різьбленням з дерева.
На початку 1990-х починає займатися гліптикою — мистецтвом мініатюрного різьблення на камені.
З 1994 р. бере участь у художніх выставках в Україні та Росії, включаючи індивідуальні.
У 2000 р. стає членом Національної спілки художників України.
Роботи займали перші місця на міжнародних ювелірних конкурсах (Одеса — 2005, 2008; Київ — 2009).
У 2012 р. був нагороджений Малим знаком Ордену Михаїла Перхіна — почесною нагородою Меморіального Фонду Карла Фаберже.

## Роботи

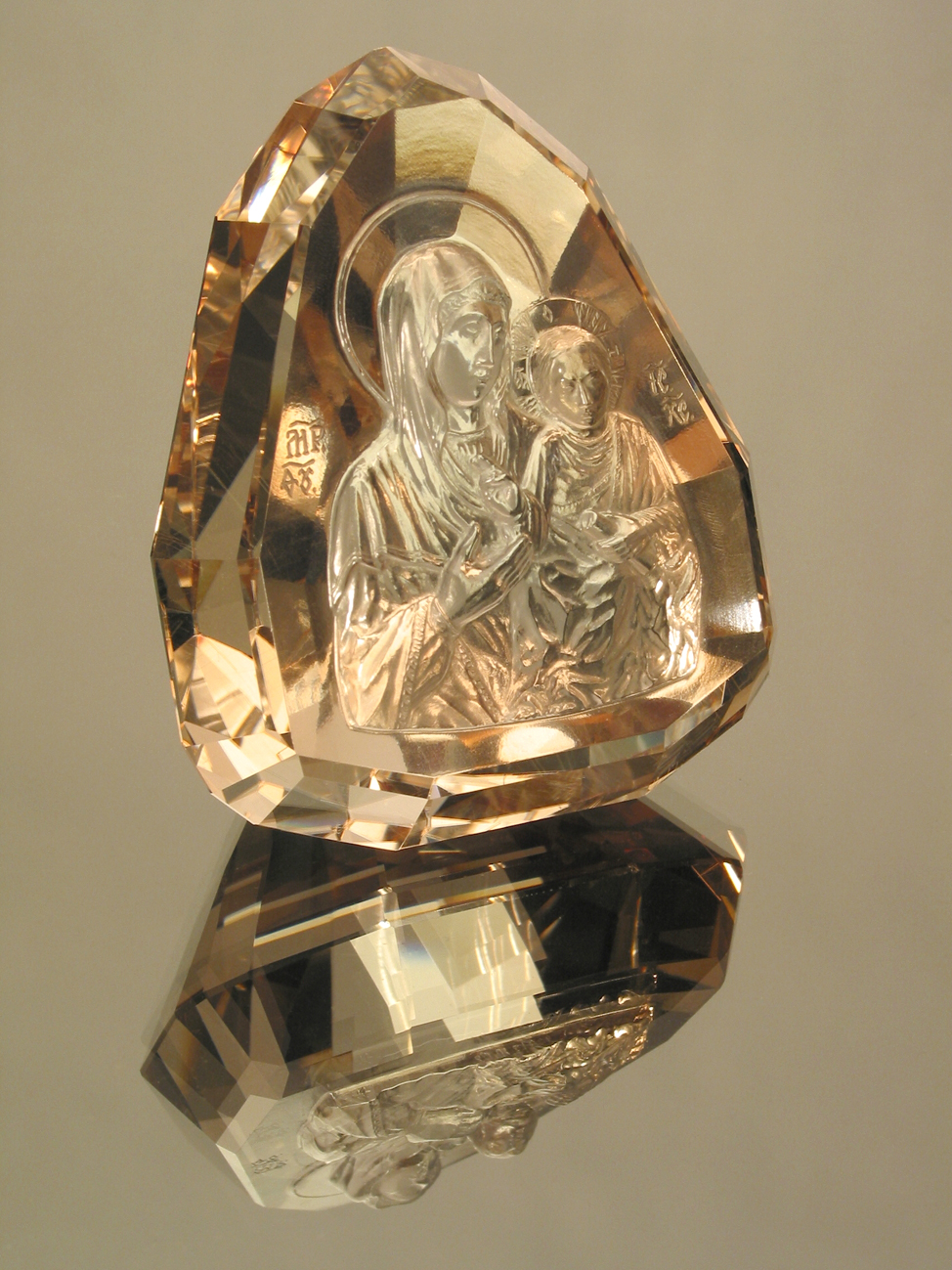
Одигітрія

Твори переважно представлені камеями, рідше — інталіями. Перші роботи виконувались на кістці, в подальшому Нікітенко повністю перейшов на камінь. Основний матеріал — цитрин, топаз, сердолік, моріон та інше тверде каміння. В середині 1990-х Нікітенко захопився традиціями християнської гліптики, що існувала у Візантії та мала продовження у Київській Русі, де місцевими майстрами виготовлялися кам'яні іконки. Більшість робіт Нікітенка має іконографічні сюжети. Багато гем знаходиться у власності церкви (Україна, Росія, Ліван). Також художник звертається до античної та світської тематики, портретів. На сьогодні автором виконано понад 460 робіт.
Роботи Нікітенка зберігаються у приватних колекціях України, Росії, США, Великої Британії, Франції, Ізраїлю, Австрії, Болгарії, Лівану, Швейцарії, Казахстану та інших країн.